# Bateria do Morro de São Bento
A Bateria do Morro de São Bento localizava-se no morro de São Bento, limite do centro histórico da cidade e estado do Rio de Janeiro, no Brasil.

## História
Uma fortificação no alto do morro de São Bento encontra-se cartografada por João Teixeira Albernaz, o moço ("Aparencia do Rio de Janeiro", 1666. Mapoteca do Itamaraty, Rio de Janeiro), com a legenda "Forte de São Bento".
Na realidade uma simples bateria, BARRETTO (1958) relaciona esta estrutura como um forte, erguido em 1711 pelos monges beneditinos que ali mantêm um mosteiro e uma igreja desde os primeiros dias da fundação da cidade. O primeiro comandante desta fortificação teria sido Gaspar de Ataíde, e a posição foi bombardeada pela artilharia do corsário francês René Duguay-Trouin, baseada na ilha das Cobras que lhe era fronteira, quando da invasão do Rio de Janeiro em Setembro de 1711, conservando os monges ainda algumas das balas recebidas (op. cit., p. 252). Ainda sobre este episódio, uma fonte francesa coeva indica que este forte possuía quatro baterias, estando artilhado com 13 peças.
O "Relatório do Marquês de Lavradio, Vice-Rei do Rio de Janeiro, entregando o Governo a Luiz de Vasconcellos e Souza, que o sucedeu no vice-reinado", datado do Rio de Janeiro em 19 de Junho de 1779, informava:
"Deste mesmo modo [de campanha, com risco que mandou fazer] fortifiquei a altura de S. Bento (…)." (p. 428) (RIHGB, Tomo IV, 1842. p. 409-486).
BARRETTO (1958) complementa que o Mosteiro de São Bento aquartelou tropas do 21º, do 24º e do 26º Batalhões de Infantaria à época do Período Regencial (1831-1840), e mais tarde, em 1885, um Batalhão de Fuzileiros Navais (op. cit., p. 252).